# Loweriella boltoni
Loweriella boltoni är en myrart som beskrevs av Steven O. Shattuck 1992. Loweriella boltoni ingår i släktet Loweriella och familjen myror. Inga underarter finns listade i Catalogue of Life.

## Bildgalleri

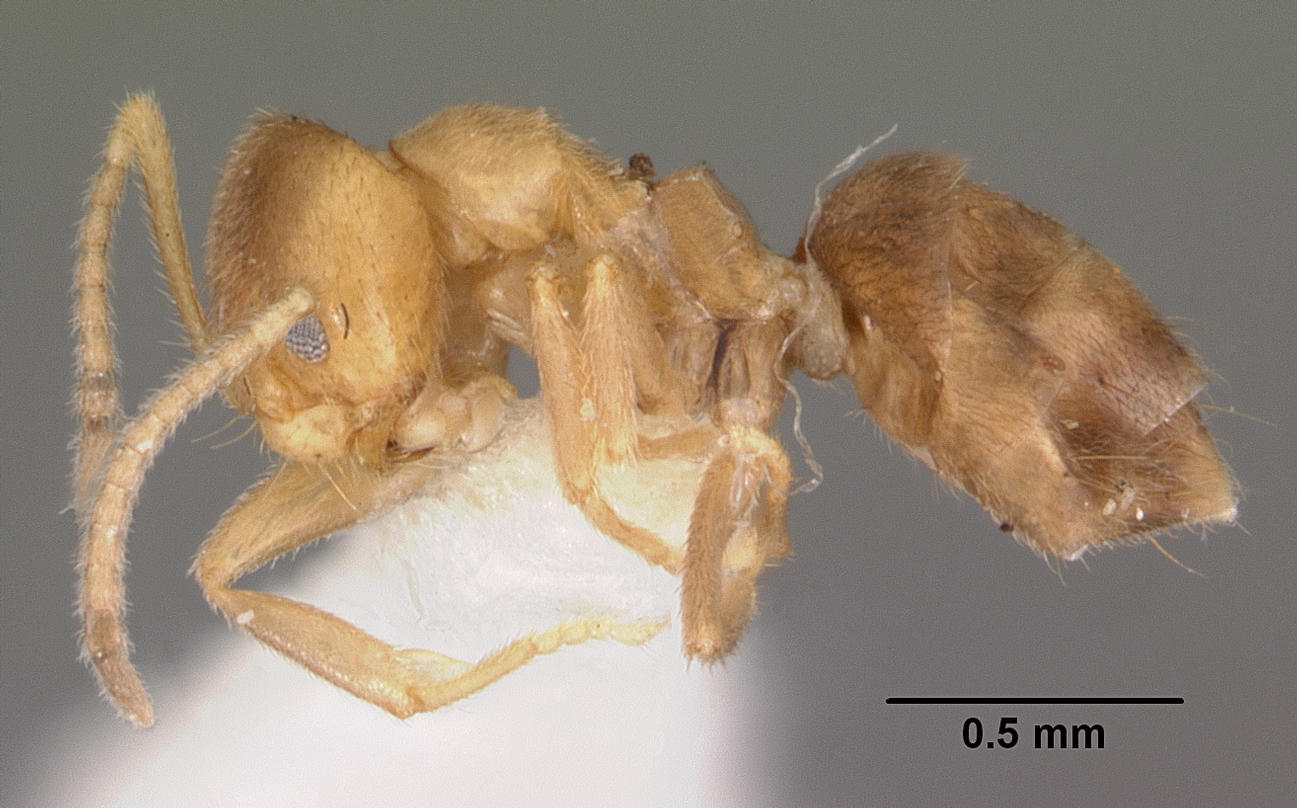
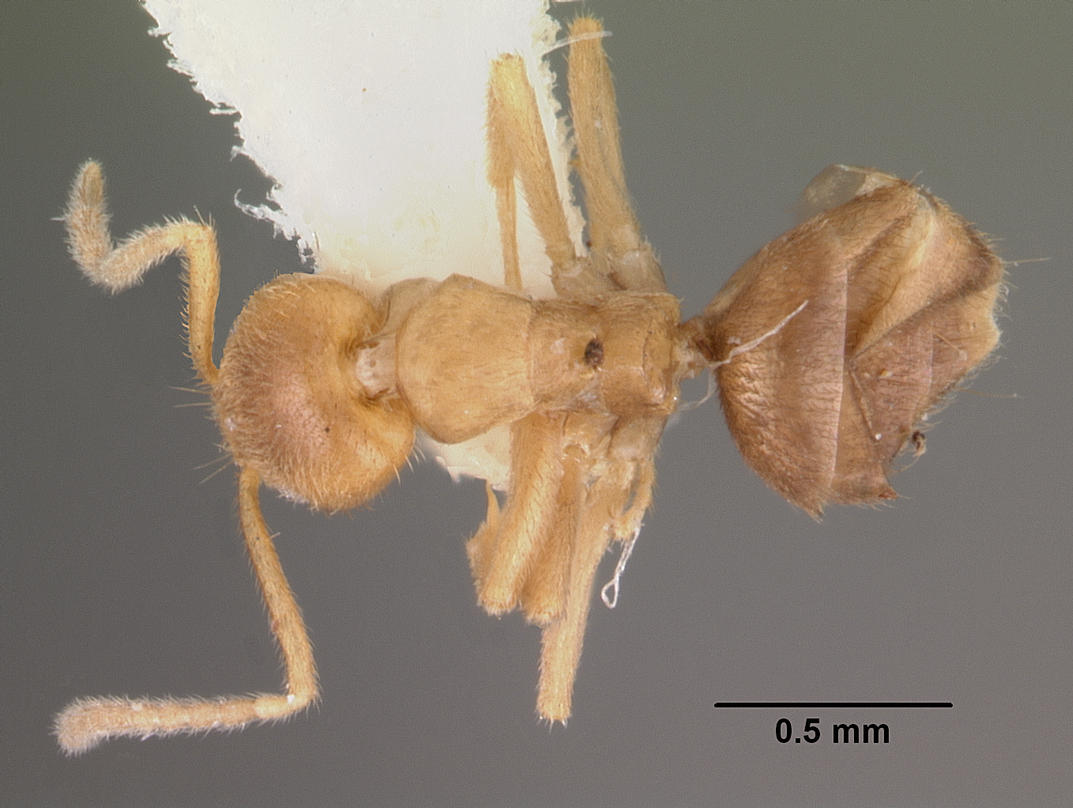
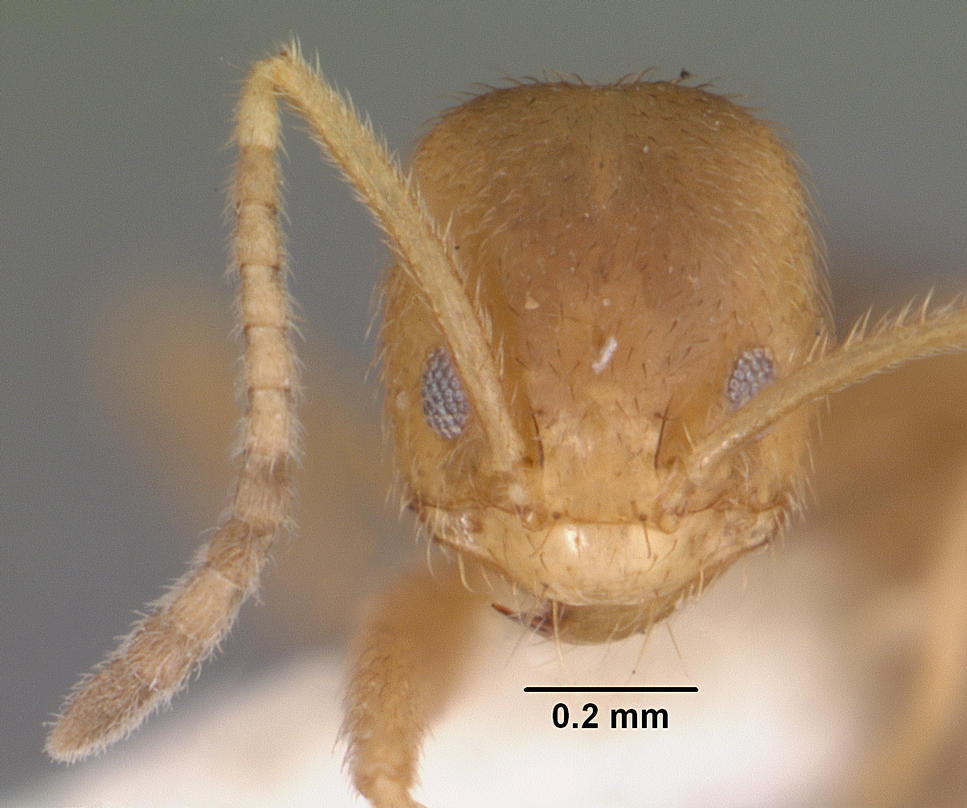
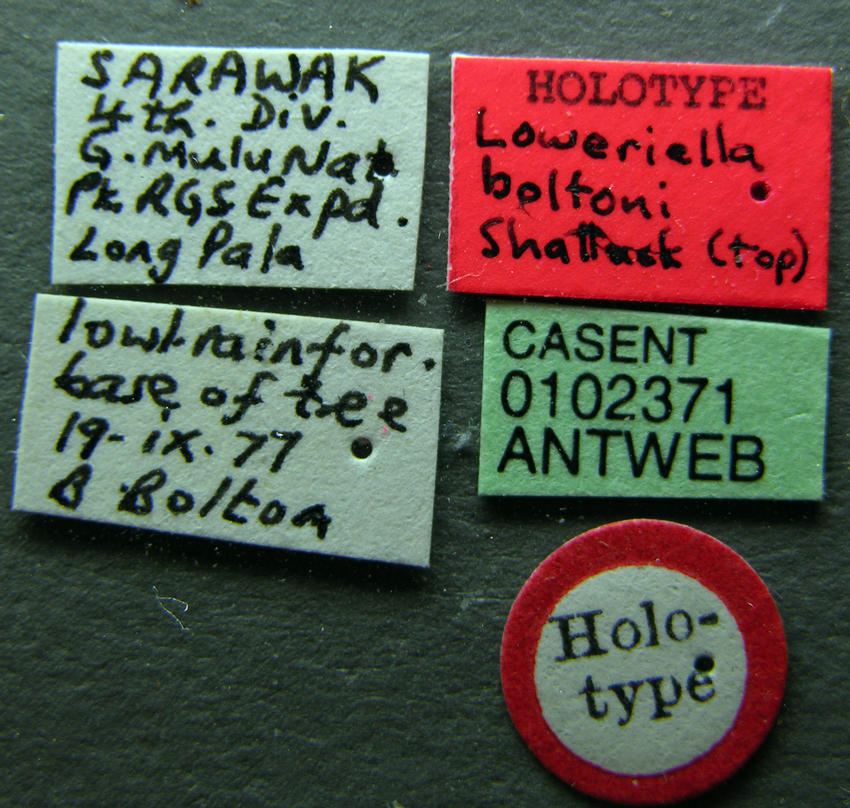
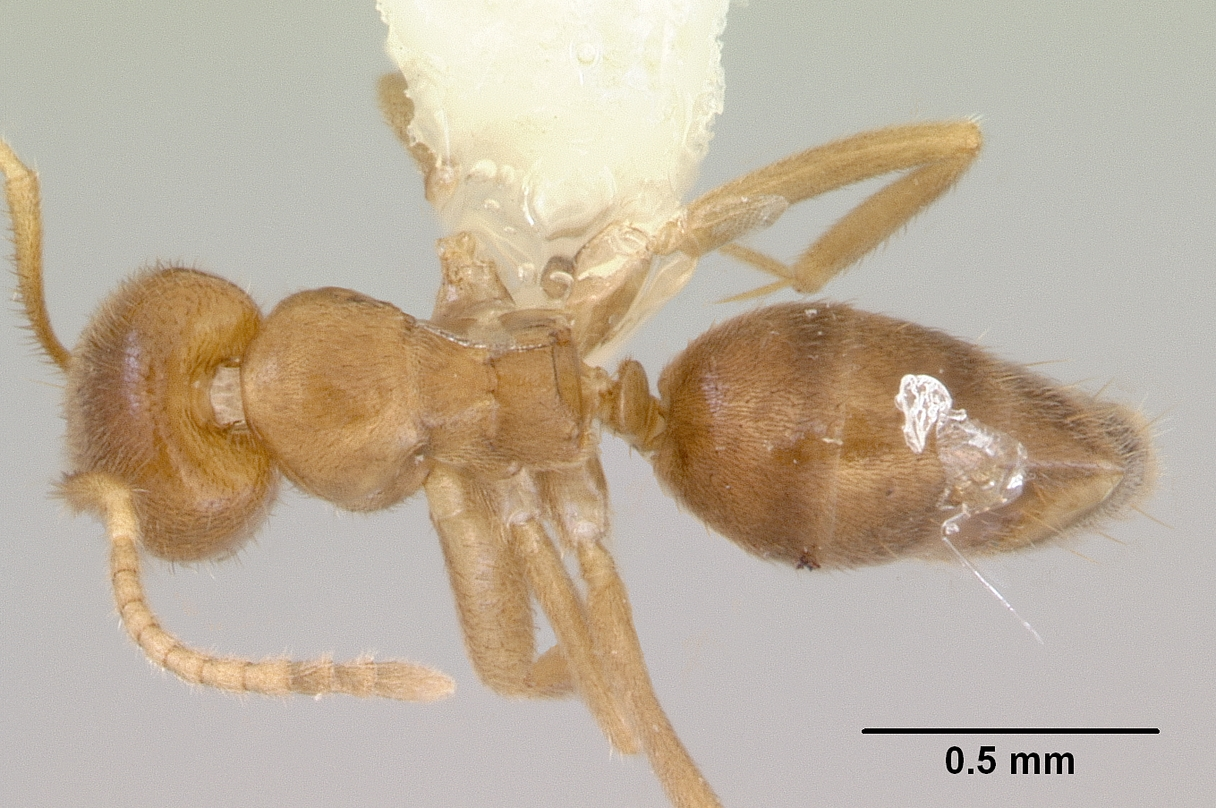
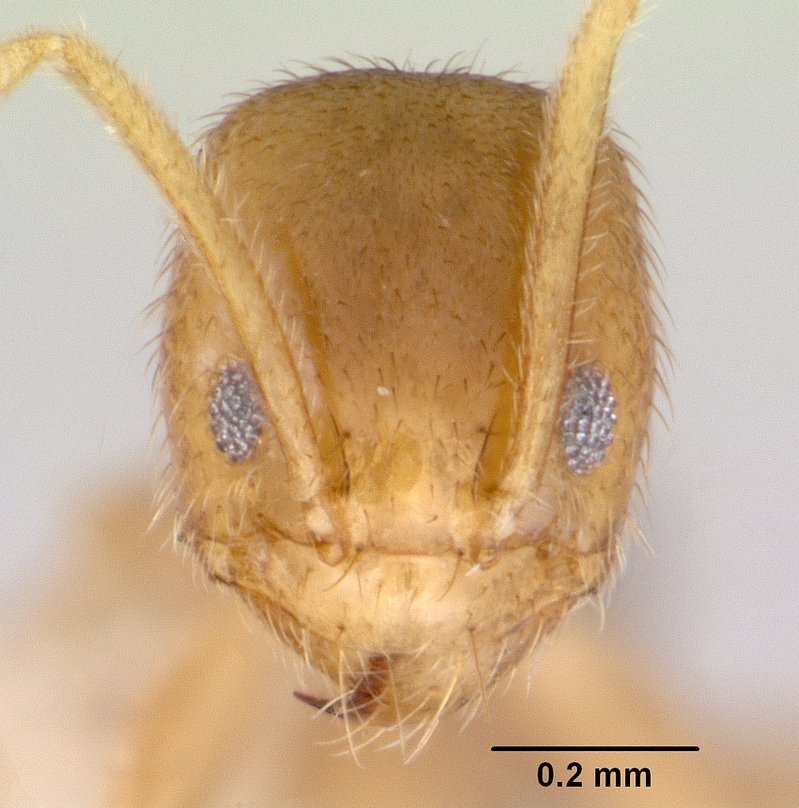